# Lubczyno
Lubczyno (do 1945 niem. Ludwigshorst) – wieś w Polsce położona w województwie lubuskim, w powiecie gorzowskim, w gminie Bogdaniec.
Według danych z 2012 r. liczyła 335 mieszkańców. Miejscowość powstała w 1930 r. z połączenia trzech XVIII-wiecznych kolonii podmiejskich Gorzowa: Bayershorst (Dobrobądz), Ludwigsthal (Trzęsów) oraz Bergenhorst (Gorzębia). Od 1945 r. leży w granicach Polski.
W latach 1954–1957 wieś należała i była siedzibą władz gromady Lubczyno, po jej zniesieniu w gromadzie Łupowo. W latach 1975–1998 miejscowość należała administracyjnie do województwa gorzowskiego.

## Położenie
Zgodnie z podziałem fizycznogeograficznym Polski według Kondrackiego teren, na którym położone jest Lubczyno należy do prowincji Niziny Środkowoeuropejskiej, podprowincji Pojezierza Południowobałtyckiego, makroregionu Pradolina Toruńsko-Eberswaldzka oraz w końcowej klasyfikacji do mezoregionu Kotlina Gorzowska.
Miejscowość leży 10 km na południowy zachód od Gorzowa Wielkopolskiego. Posiada układ rozproszony, charakterystyczny dla osadnictwa olęderskiego.

## Demografia
Ludność w ostatnich 2 stuleciach:

## Historia
- 1770–1771 – założone zostają antrepryza (prywatne przedsięwzięcie gospodarcze) i kolonia Bayerhorst (dla 10 kolonistów, łącznie 100 mórg) na obszarze, który radca Wilhelm Gottfried Bayer otrzymał 2.01.1768 r. od Franza von Brenckenhoff, nadzorującego osuszanie i zagospodarowywanie terenów nadwarciańskich
- 1773 – Christian Friedrich Riemer otrzymuje antrepryzę Ludwigsthal do zagospodarowania na 6 lat wolnych od zobowiązań, na której miał osiedlić 10 kolonistów; jednakże nie wywiązał się on z tego zadania i został zmuszony do sprzedaży antrepryzy
- 1774 – miasto Gorzów zakłada kolonię włościańską Bergenhorst dla 12 osadników, przydzielając im w dzierżawę działki po 30–40 mórg
- 15.06.1776 – Ludwigsthal zostaje kupione przez Friedricha Wernera z Kołczyna za sumę 6000 talarów
- 1.02.1786 – Friedrich Werner sprzedaje Ludwigsthal, po podziale na 7 równych części; nabywcami byli mieszkańcy Lossow (Włostowa)
- 1791 – w Ludwigsthal powstaje szkoła, która jednocześnie służy za dom modlitwy (obsługiwał go kaznodzieja z Podjenina)
- 1801 - kolonia Bergenhorst liczy 74 mieszkańców i 15 domostw; Ludwigsthal 62 mieszkańców i 11 domostwo[7]
- 1852 - Bayerhorst liczy 92 mieszkańców i jest kolonią Stanowic, Bergenhorst 110 mieszkańców i należny do kamery w Gorzowie, zaś Ludwigsthal 152 mieszkańców i również należy do Gorzowa[8]
- 1864 – w Ludwigsthal zostaje oddany do użytku nowy budynek szkolny; stara szkoła zostaje sprzedana
- 1898 – wybudowano kościół w Ludwigsthal
- 1.07.1930 – powstaje samodzielna gmina wiejska Ludwigshorst (Lubczyno), z połączenia trzech kolonii podmiejskich miasta Gorzowa: Bayershorst (Dobrobądz), Ludwigsthal (Trzęsów) oraz Bergenhorst (Gorzębia); ponadto do gminy włączono wiele zagród i pól sąsiednich gmin
- 02.1945 – wieś nie zostaje zajęta przez wojska radzieckie; część niemieckich mieszkańców, która uciekła w styczniu 1945 r. w obawie przed zbliżającym się frontem, powraca do domostw
- lato 1945–1946 – trwa wysiedlanie Niemców i osadzanie przesiedleńców z centralnej Polski oraz Kresów Wschodnich
- 4.09.1945 – otwarcie szkoły i rozpoczęcie roku szkolnego; uczęszcza do niej 33 dzieci, pierwszą nauczycielką jest Łukasiewicz
- 29.09.1945 – oddanie kościoła do użytku jako rzymskokatolickiego przez o. Przemysława Knappa, kapucyna z parafii św. Krzyża w Gorzowie; otrzymuje on wezwanie św. Apostołów Piotra i Pawła, należy do parafii w Bogdańcu (od jej utworzenia 1.09.1946)
- 1958 – zakończono budowę szkoły, która funkcjonuje do dziś
- 24.06.1987 – utworzenie parafii w Jeninie, w skład której wszedł również kościół w Lubczynie

## Nazwa
Niemiecka nazwa Ludwigshorst jest kompilacją nazw kolonii, które weszły w jej skład:  Ludwig(Stahl) + horst (końcówka nazw dwóch pozostałych kolonii). W 1945 r. funkcjonowała przejściowo nazwa Lubczyn, zaś Lubczyno została nadana w 1947 r.

## Administracja
Miejscowość jest siedzibą sołectwa Lubczyno.

## Architektura
Kościół pw. św. Apostołów Piotra i Pawła - filialny parafii w Jeninie; zbudowany w 1898 r. jako świątynia jednonawowa, bez wieży, na planie prostokąta z wydzielonym, trójbocznie zamkniętym prezbiterium. We wnętrzu znajduje się neoklasycystyczny ołtarz z początku XX w., ze współczesnym obrazem przedstawiającym patronów kościoła; także chór muzyczny z organami firmy Barnim Grüneberg ze Szczecina. Przy kościele stoi metalowa dzwonnica z 1978 r.

## Edukacja i nauka
- szkoła podstawowa
- młodzież uczęszcza do gimnazjum w Bogdańcu[10]

## Religia
Wierni Kościoła rzymskokatolickiego należą do parafii rzymskokatolickiej św. Michała Archanioła w Jeninie.

## Gospodarka
W 2013 r. liczba zarejestrowanych podmiotów gospodarczych wyniosła 20, z czego 14 to osoby fizyczne prowadzące działalność gospodarczą oraz 6 osób prawnych lub jednostek niemających osobowości prawnej:
| Dział                                      | Ilość |
| ------------------------------------------ | ----- |
| rolnictwo, leśnictwo, łowiectwo i rybactwo | 3     |
| przemysł i budownictwo                     | 6     |
| pozostała działalność                      | 11    |

## Sport
W latach 2003–2012 w miejscowości istniał piłkarski Klub Sportowy „Gwiazda” Lubczyno.